# Sotto l'ombrello
e a casa frettolosa andavi tu
t'offrii l'ombrello e con semplicità
qualcosa dissi, non ricordo più
e tu la dolce offerta, non sapesti rifiutar
e fino al tuo portone, ti lasciasti accompagna»
Sotto l'ombrello è un brano musicale composto da Nino Casiroli, presentato al Festival di Sanremo 1954 nell'interpretazione di Gino Latilla con il Duo Fasano e di Katyna Ranieri con Giorgio Consolini, piazzatosi al 7º posto.

## Il brano
Il brano racconta di una coppia al loro primo incontro, durante il quale incominciò a piovere, il ragazzo regalò un mazzo di fiori portati dalla montagna, e propose alla fanciulla di accompagnarla con il suo ombrello, ella accettò, ed un anno dopo la sua partenza per il militare nacque un bebè e poco dopo una bimba, così il loro amor rimase sempre quello di allora.

## Cover
Del brano fecero una cover Marisa Fiordaliso ed Enzo Amadori, incisa per la Columbia.. Della canzone incise un disco anche Liliana Feldmann. Lo stesso Consolini, con il 45 giri Tutte le mamme/Sotto l'ombrello, anche la Ranieri incise un 78 giri, Canzone da due soldi/Sotto l'ombrello, che entrò nella classifica generale dell'epoca.

L'autore Casiroli aveva già scritto un brano per il Festival, Qualcuno cammina, presentato nell'edizione precedente da Carla Boni e Flo Sandon's, che non aveva raggiunto la finale.